# Liste des épisodes des Chroniques de la guerre de Lodoss
Cette page liste les épisodes des différentes adaptations en version anime du roman Chroniques de la guerre de Lodoss.

## Les Chroniques de la guerre de Lodoss
| No | Titre français                            | Titre japonais | Titre japonais          | Date de sortie    |
| No | Titre français                            | Kanji          | Rōmaji                  | Date de sortie    |
| -- | ----------------------------------------- | -------------- | ----------------------- | ----------------- |
| 01 | Prologue à la légende                     | 伝説への序章   | Densetsu e no Prologue  | 30 juin 1990      |
| 02 | L'embrasement                             | 炎の出発       | Honō no Tabidachi       | 30 août 1990      |
| 03 | Le chevalier noir                         | 黒衣の騎士     | Kokui no Kishi          | 30 septembre 1990 |
| 04 | La sorcière grise                         | 灰色の魔女     | Haiiro no Majo          | 31 octobre 1990   |
| 05 | Le roi du désert                          | 砂漠の王       | Sabaku no Ō             | 30 novembre 1990  |
| 06 | L'épée du roi des ténèbres                | 暗黒王の剣     | Ankokuō no Ken          | 20 décembre 1990  |
| 07 | La guerre des héros                       | 英雄戦争       | Eiyū Sensō              | 28 février 1991   |
| 08 | Requiem pour un guerrier                  | 戦士の鎮魂歌   | Senshi no Requiem       | 30 avril 1991     |
| 09 | Le sceptre de la domination               | 支配の王錫     | Shihai no Ōshaku        | 30 juin 1991      |
| 10 | Le dragon maléfique de la montagne de feu | 火竜山の魔竜   | Karyū-zan no Maryū      | 31 juillet 1991   |
| 11 | L'ambition du sorcier                     | 魔導師の野望   | Madōshi no Yabō         | 31 août 1991      |
| 12 | La bataille de Marmo                      | 決戦!暗黒の島  | Kessen! Ankoku no Marmo | 30 septembre 1991 |
| 13 | Lodoss en flammes                         | 灼熱の大地     | Shakunetsu no Lodoss    | 20 novembre 1991  |

## La Légende de Crystania
| No | Titre français             | Titre japonais   | Titre japonais     | Date de sortie   |
| No | Titre français             | Kanji            | Rōmaji             | Date de sortie   |
| -- | -------------------------- | ---------------- | ------------------ | ---------------- |
| 01 | La grotte sacrée           | 封印の洞窟       | Fūin no Dōkutsu    | 21 novembre 1996 |
| 02 | Le retour du roi des dieux | 神王復活         | Shin'ō Fukkatsu    | 22 janvier 1997  |
| 03 | Un nouveau commencement    | 新たなるはじまり | Aratanaru Hajimari | 23 avril 1997    |

## La Légende du Chevalier Héroïque
| No | Titre français                                      | Titre japonais                  | Titre japonais                              | Date de 1re diffusion |
| No | Titre français                                      | Kanji                           | Rōmaji                                      | Date de 1re diffusion |
| -- | --------------------------------------------------- | ------------------------------- | ------------------------------------------- | --------------------- |
| 01 | Le Chevalier Libre... Une Nouvelle Légende Commence | 自由騎士...新たなる伝説の始まり | Jiyū Kishi...Aratanaru Densetsu no Hajimari | 1er avril 1998        |
| 02 | Le Gardien de l'Histoire Oubliée                    | 竜...失われた歴史の番人         | Ryū...Ushiwareta Rekishi no Bannin          | 8 avril 1998          |
| 03 | Le Héros si longtemps attendu                       | 王...求められた英雄             | Ō...Motomerareta Eiyū                       | 15 avril 1998         |
| 04 | Le Navire de l'Ambition Obscure                     | 海賊...黒き野望を乗せた船       | Kaizoku...Kuroki Yabō o Noseta Fune         | 22 avril 1998         |
| 05 | L'Épée du Démon                                     | 魔剣...魂を砕く力               | Maken...Tama o Kudaku Chikara               | 29 avril 1998         |
| 06 | Les Cicatrices rouvertes                            | 心...よみがえる涙               | Kokoro...Yomigaeru Namida                   | 6 mai 1998            |
| 07 | Une Bonne Âme s'en est allée                        | 死...伝えられた優しき心         | Shi...Tsutaerareta Yasashiki Kokoro         | 13 mai 1998           |
| 08 | Le Sceptre de la Domination                         | 支配の王錫...ロードス統一の夢   | Shihai no Ōseki...Rōdosu Tōitsu Yume        | 20 mai 1998           |
| 09 | Le Jeune Chevalier                                  | 若き騎士...試される力           | Wakaki Kishi...Tamesareru Chikara           | 27 mai 1998           |
| 10 | En Mission                                          | 奪回...与えられた任務           | Dakkai...Ataerareta Ninmu                   | 3 juin 1998           |
| 11 | Une fille guidée par les Dieux                      | 光...神に導かれた少女           | Hikari...Kami ni Michibikareta Shōjo        | 10 juin 1998          |
| 12 | À la poursuite de l'Ombre Obscure                   | 出陣...黒き影を追って           | Shutsujin...Kuroki Kage o Otte              | 17 juin 1998          |
| 13 | Cauchemars                                          | 悪夢...忍び寄る暗黒の力         | Akumu...Shinobiyoru Ankoku no Chikara       | 24 juin 1998          |
| 14 | La Vérité éclate                                    | 扉...告げられた真実             | Tobira...Tsugerareta Shinjitsu              | 1er juillet 1998      |
| 15 | Réunion avec le Chevalier Noir                      | 宿敵...黒騎士との再会           | Shukuteki...Kurokishi to no Saikai          | 8 juillet 1998        |
| 16 | La Ville Sainte                                     | 聖なる都...手がかりを求めて     | Seinaru Miyako...Tegakari o Motomete        | 15 juillet 1998       |
| 17 | Décision                                            | 決断...迫られた選択             | Ketsudan...Semarareta Sentaku               | 22 juillet 1998       |
| 18 | Le Premier Chemin continue                          | 使命...自ら進む道               | Shimei...Mizukara Susumu Michi              | 29 juillet 1998       |
| 19 | Réunion                                             | 再会...遠き戦乱の異国で         | Saikai...Tōki Senran no Ikoku de            | 5 août 1998           |
| 20 | Contre-Attaque                                      | 来襲...奪われた最後の希望       | Raishū...Ubawareta Saigo no Kibō            | 12 août 1998          |
| 21 | Un pas vers le Futur                                | 誓い...未来へ進む一歩           | Chikai...Mirai e Susumu Ippo                | 19 août 1998          |
| 22 | Libération                                          | 解放...開かれた道               | Kaihō...Akareta Michi                       | 26 août 1998          |
| 23 | L'Île Sombre de la Terreur                          | 上陸...恐るべき暗黒の島         | Jōriku...Osorubeki Ankoku no Shima          | 2 septembre 1998      |
| 24 | Le Sorcier                                          | 魔女...力の均衡を保つ者         | Majo...Chikara no Kinkō o Tamotsumono       | 9 septembre 1998      |
| 25 | Conclusion                                          | 決着...黒騎士の選択             | Kecchaku...Kurokishi no Sentaku             | 16 septembre 1998     |
| 26 | Destruction                                         | 破滅...解き放たれた邪神         | Hametsu...Tokihanatareta Jashin             | 23 septembre 1998     |
| 27 | La Naissance d'un Nouveau Chevalier                 | 英雄...新たなる騎士の誕生       | Eiyū...Aratanaru Kishi no Tanjō             | 30 septembre 1998     |